# Георги Теодосиев
Георги Теодосиев Попгеоргиев е български юрист, общественик, деец на ВДРО и радетел за освобождението на Добруджа.

## Биография
Завършва Русенската мъжка гимназия „Княз Борис“ и „Право“ в Софийския университет. Апелативен държавен адвокат в Русе и общественик през 1930-те години. Председател на дружество „Добруджа“. Пише по проблемите на Добруджа под румънска власт.
Сред създателите на читалище „П. Р. Славейков“ в Русе и на Русенската художествена галерия. Автор на изследване за рано починалия талантлив художник Васил Стефанов-Чилито. Член на масонската ложа „Дунавска звезда“ в Русе. През 1943 г. поради заслуги към родината е предложен за народна пенсия. След 9 септември 1944 г. е арестуван и изпратен в трудовия лагер „Росица“, където се намира до януари 1946 г. По-късно адвокатските му права са възстановени.